# ケキオンガ・ボール・グラウンズ
ケキオンガ・ボール・グラウンズ（英：Kekionga Ball Grounds）は、アメリカのインディアナ州フォートウェインにかつて存在した野球場。1871年にナショナル・アソシエーションに加盟していたフォートウェイン・ケキオンガスが使用した。アメリカ合衆国のプロ野球リーグにおける最初の試合が行われた球場である。

## 歴史
球場の土地は、元々1860年代に南北戦争の際「キャンプ・アレン」と呼ばれた軍のキャンプがあり、徴兵された兵士達が集まってくる場所であった。同じ時期、フォートウェインにあった野球チーム「ケキオンガ・ベースボール・クラブ」が本拠地としていたハミルトン・フィールドよりも交通の便がよいということで、1860年代後半以降、木造のスタンドが建てられるなどして、徐々に野球場としての体をなしていった。
ケキオンガ・ベースボール・クラブがその後プロ化し、1871年からナショナル・アソシエーションに加盟することが決まったことで、球場は1870年にケキオンガスの本拠地として本格的に整備された。それまであった地面の穴や馬車の轍が平らに埋められ、フェンスが新調されて、ファウルポールとして2本の旗が建てられた。
ケキオンガスはコイントスで開幕戦開催の栄誉を得、1871年5月4日に、この球場でナショナル・アソシエーションの開幕戦が行われたが、当日は天候不順だったこともあり、観客はわずか200人だった。ケキオンガスはこの球場で9試合を戦ったが、8月の終わりにチームが破綻したため、プロ野球の本拠地としては1年使われただけであった。翌年には球場が解体され、道路や宅地などへの利用のため区画が切りなおされている。

## 主要な出来事
- 1871年5月4日：開場。プロ野球リーグの開幕戦が行われた（フォートウェイン 2-0 クリーブランド）。
- 1871年5月13日：フォートウェインとシカゴ・ホワイトストッキングス（現シカゴ・カブス）の試合。球場最多の1,500人の観衆を集めた。
- 1871年8月29日：最後の試合が行われた（フォートウェイン 6-4 トロイ）。